# Attilio Rossi
Attilio Rossi (Albairate, 1909 – Milano, 1994) è stato un pittore e grafico italiano.

## Biografia
Attilio Rossi, nato nel 1909 ad Albairate e scomparso nel 1994 a Milano, ha attraversato il secolo XX con un'esperienza pittorica che ha spaziato dall'arte astratta all'iperrealismo, fino a collocarsi sulla frontiere della figurazione più avanzata, tenendo conto delle più importanti sperimentazioni dell'arte contemporanea. A lui è stato dedicato il giardino pubblico fra Via Arena e Via Conca del Naviglio a Milano.
Nell'ultimo periodo del suo lavoro artistico, le sue darsene, le sue nature morte e i suoi autoritratti hanno lasciato spazio al grande ciclo della pittura metafisica. 

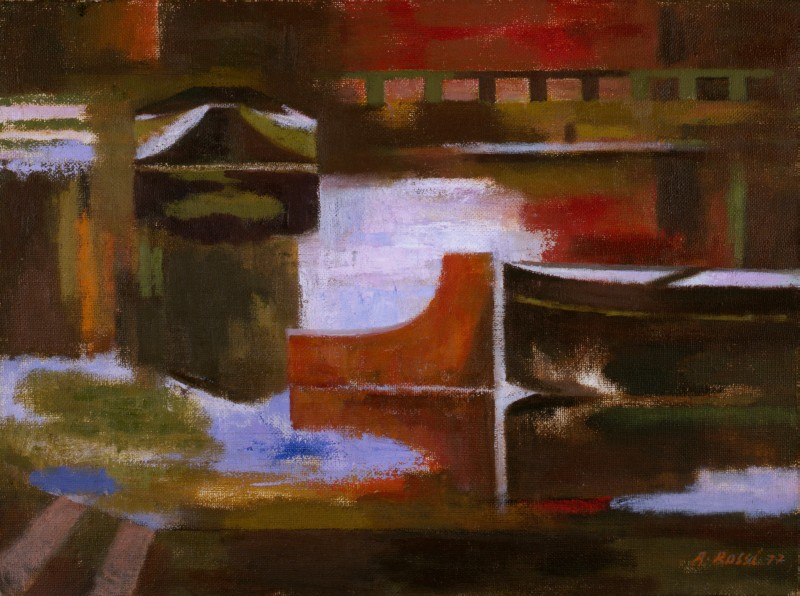
Darsena al tramonto, 1977
Fondazione Cariplo

La sua opera più impegnativa rimane la grande Via Crucis Oggi, costituita da 14 tele che ripercorrono la storia contemporanea con una ricerca formale estremamente audace.
Sue opere si trovano in molti Musei, tra cui il Museum of Modern Art of New York. e in numerose e prestigiose collezioni private.
Il vivace impegno culturale di Attilio Rossi è confermato anche dagli amici che lo frequentarono: Soldati, Reggiani, Licini, Fontana, Bogliardi, Veronesi, Ghiringhelli, Gatto, Sinisgalli, Quasimodo, Giolli, Bardi, Modiano, Carra', Belli e Persico.
Attilio Rossi ha esposto i propri quadri in numerose esposizioni personali in Italia e all'estero e in numerose grandi esposizioni collettive. Ha anche partecipato alla Biennale di Venezia (1948 e 1962) e alla Quadriennale di Roma. 
Il Comune di Milano gli ha dedicato nel 1975 un'importante mostra a Palazzo Reale. Tra le sue antologiche va ricordata l'ampia rassegna del 1987 alla Civica Galleria d'Arte Moderna di Gallarate. 

Nel 1996, due anni dopo la sua scomparsa, la Società per le Belle Arti ed Esposizione Permanente di Milano gli ha dedicato un'ampia mostra antologica corredata da un importante catalogo curato da Luciano Caramel. 
Nel corso della sua attività artistica Attilio Rossi ha vinto numerosi premi e ha ricevuto nel 1974 dal Comune di Milano la medaglia d'oro per la cultura e l'arte. Nel 2003 il suo nome è stato iscritto tra i cittadini illustri nel Famedio di Milano.
Nel campo dell'arte Attilio Rossi ha realizzato libri tra i quali vanno ricordati Buenos Aires en tinta china, 130 disegni con prefazione di Jorge Luis Borges e poemi di Rafael Alberti, e Milano in inchiostro di china, 130 disegni con testo e poesie di Salvatore Quasimodo. Ha anche illustrato numerosi libri.
Ai suoi quadri, ma anche ai suoi acquerelli e ai suoi disegni sono stati dedicati scritti, saggi e articoli da parte di importanti studiosi e critici d'arte come Luciano Caramel, Dino Formaggio, Sebastiano Grasso, Jorge Luis Borges, Franco Russoli (autore di una monografia), Raffaele De Grada, Gian Alberto Dell'Acqua, Dante Isella, Marisa Dalai Emiliani, Francesco Flora (autore di una monografia), Fernanda Wittgens, Rossana Bossaglia, Leonardo Sinisgalli, Camilla Cederna, Alberico Sala, Raffaele Carrieri. Roberto Tassi, Vittorio Sgarbi, Leonardo Borgese, Eduardo Mallea, Guillermo De Torre, Arturo Serrano Plaja e molti altri.
Attilio Rossi è considerato anche un grande innovatore nel campo dell'arte grafica. Nel 1933, infatti, ha fondato e diretto per due anni la rivista Campo Grafico, rivoluzionaria non solo per la sua originale ed esemplare formula esecutiva, ma perché ha rinnovato completamente la grafica in Italia, aprendola alle influenze del Bauhaus e dell'arte contemporanea (Picasso, Mondrian, Kandinsky e così via). D'altronde i Campisti, collaboratori della rivista, scrissero davvero "regole nuove" della grafica italiana, basti pensare anche a La Rassegna del Brutto, rubrica critica della rivista che metteva sotto i riflettori le realizzazioni grafiche criticabili rispetto ai canoni grafici di leggibilità ed innovazione.
Attilio Rossi ha proseguito questa attività anche negli anni cinquanta, dirigendo la rivista Linea grafica, curando libri e realizzando manifesti.
Anche in questo campo ha scritto libri sui manifesti e sugli alfabeti antichi.
Attilio Rossi è stato anche un importante organizzatore culturale, che ha realizzato e curato numerose mostre d'arte di grande rilievo nel Palazzo Reale di Milano e alla Permanente.
Tra le sue iniziative vi è stata quella di riuscire a ottenere nel 1953 da Pablo Picasso il prestito di Guernica per la grande mostra dedicata allo stesso Picasso a Milano.
Attilio Rossi è stato tra l'altro consigliere di amministrazione dell'Ente Manifestazioni Milanesi, della Triennale e della Permanente.

Attilio Rossi è stato anche presidente del "Centro di Studi Grafici di Milano". Sulle origini del 'Centro' Rossi scriveva nella presentazione della monografia di Campo Grafico (Electa 1983) "Dalle ceneri mai spente di Campo Grafico nasce il Centro di Studi Grafici di Milano".

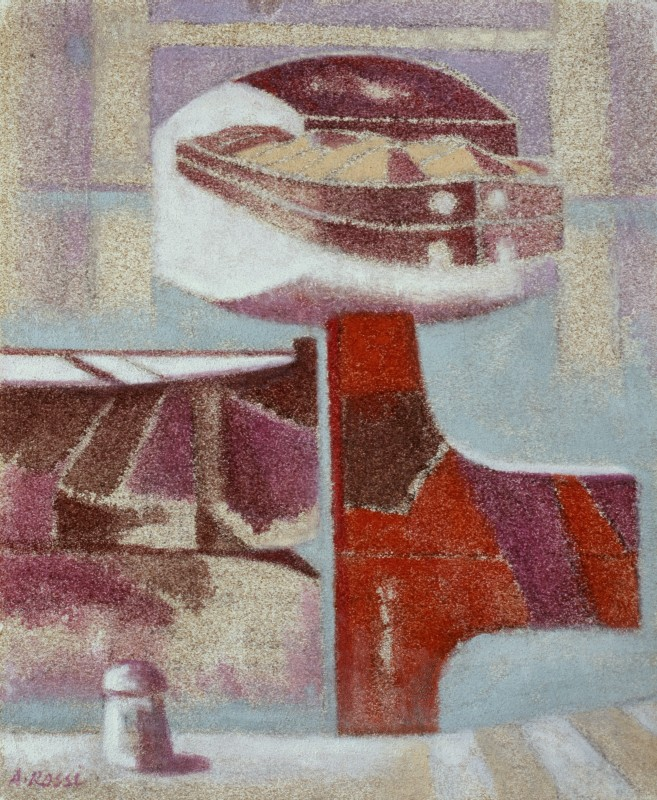
Motivo della darsena, 1987
Fondazione Cariplo

Va poi ricordato il profondo rapporto che Attilio Rossi ha avuto con la cultura ispanica e latino-americana durante il suo lungo soggiorno in Argentina (1935-1950).
In quel paese, Attilio Rossi è stato dapprima direttore artistico della Casa Editrice Espasa Calpe argentina, dove tra l'altro ha creato e lanciato la prima collana economica del continente, l'Austral (di cui ha realizzato anche il logo).
Poi nel 1938 ha fondato insieme a Guillermo De Torre, Francisco Romero e Gonzalo Losada la Casa Editrice Losada, di cui ha realizzato il logo.
Ha illustrato anche numerosi libri, tra i quali Platero y yo di Juan Ramòn Jiménez, e ha realizzato con Rafael Alberti il libro A la pintura. Alberti gli dedicherà una poesia del suo libro Pleamar. Attilio Rossi ha disegnato numerose copertine dei volumi di cui ha curato la pubblicazione.
Nel corso di questo intenso lavoro editoriale, Attilio Rossi stringerà rapporti di collaborazione e di amicizia con numerosi intellettuali spagnoli. Tra i suoi amici vi sono Rafael Alberti, Josè Bergamin, Ramòn Gòmez de la Serna (sette sue lettere a Rossi sono state pubblicate da Sebastiano Grasso sul Corriere della Sera e su El Pais), Juan Ramòn Jiménez, Amado Alonso, Luis Felipe Jiménez de Asua e molti altri.
Di Rafael Alberti e di Juan Ramòn Jiménez Attilio Rossi dipinge il ritratto.
Altrettanto solidi sono i suoi rapporti con la cultura sudamericana. Tra i suoi amici vi sono Pablo Neruda, di cui illustra i 20 poemas de amor, Jorge Luis Borges, Eduardo Mallea, Ernesto Sabato, Victoria Ocampo, della cui rivista Sur è per diverso tempo critico d'arte. 
In Messico conosce e diviene amico di Diego Rivera, di Octavio Paz e di Leon Felipe e di altri intellettuali.
Di Attilio Rossi, oltre ai 10 libri di cui è autore e ai numerosi saggi presenti in volumi collettivi, va infine ricordata l'attività pubblicistica, che ha visto la sua collaborazione su temi artistici e culturali a numerose testate italiane, tra le quali il Corriere della Sera e il Giorno, ed argentine.